# Nickelodeon
Nickelodeon (сокращённо Nick) — детско-подростковый американский кабельный и спутниковый телеканал, принадлежащий подразделению Paramount Media Networks компании Paramount Global. Впервые вышел в эфир 1 апреля 1979 года. Штаб-квартира канала располагается в Нью-Йорке. Канал ориентирован на аудиторию в возрасте от 0 до 14 лет.
Канал был впервые протестирован в 1977 году как часть QUBE, ранней системы кабельного телевидения, транслируемый в Колумбусе, штат Огайо. На канале «C-3» в эфир выходило обучающее шоу «Pinwheel», разработанное Вивиан Хорнер. «Pinwheel» хорошо зарекомендовал себя у абонентов QUBE, и Хорнер стремилась расширить свою программу до полноценного канала на национальном телевидении. Канал был назван «Nickelodeon» и был запущен для новой общенациональной аудитории 1 апреля 1979 года с первой программой «Pinwheel». Канал изначально был бесплатный и не показывал рекламу до 1984 года. Основателем был Warner Communications (сейчас как Warner Bros. Discovery, владелец телеканалов: Cartoon Network, Boomerang, Adult Swim и HBO), в конечном итоге продал Nickelodeon вместе с дочерними каналами MTV и VH1 компании Viacom в 1986 году.
На протяжении всей своей истории Nickelodeon вводил дочерние каналы и тематические программные блоки. 4 января 1988 года появился Nick Jr, дневной блок предназначенный для детей дошкольного возраста, позже 2 февраля 1999 года был запущен как телеканал. 11 августа 1991 года появился ещё один блок — Nicktoons. Вскоре в 2002 году, Nicktoons в конечном итоге был представлен как отдельный телеканал. В 1999 году Nickelodeon в партнёрстве с Sesame Workshop запустили Noggin, образовательный канал. Два блока, предназначенные для подростковой аудитории: TEENick и The N были объединены в отдельный канал TeenNick в 2009 году.
По состоянию на сентябрь 2018 года, канал Nickelodeon могли принимать около 87,167 млн домохозяйств в США.

## История канала

### 1977—1979: первые годы
1 декабря 1977 года подразделение Warner Cable Communications от Warner Communications запустила первую систему двустороннего интерактивного кабельного телевидения под названием QUBE в Колумбусе, штат Огайо. Она также функционировала и в других городах этого штата: Цинциннати, Индианаполис, Кэнтон, Акрон, Кливленд. Система QUBE предлагала 30 телевизионных каналов для своих зрителей (10 эфирных, 10 платных и 10 каналов сообщества - это было прорывом для того времени.) Одним из таких специализированных каналов был развлекательный канал «Channel C-3», который начал тестироваться с 1 декабря 1977 года. На нём каждый день эксклюзивно транслировалось шоу «Pinwheel» с 7:00 до 21:00 по восточному времени, созданное Вивиан Хорнер. Nickelodeon был не единственным каналом Warner Cable Communications, который тестировался перед запуском: дочерний канал MTV также сначала был протестирован как «Sight on Sound». В апреле 1978 года список платных каналов и каналов сообщества был изменён. В 1980 году в данной системе уже транслировалось 60 каналов (эфирные, спортивные, музыкальные и т.д.) Но уже после нескольких лет своей работы, в 1984 году, система QUBE прекратила своё существование.
Изначально Nickelodeon считался убыточным каналом для тогдашней материнской компании Warner Cable.
В 1979 году подразделение Warner Cable Communications было переименовано в Warner-Amex Satellite Entertainment.

### 1977—1984
Первоначальный запуск был запланирован на февраль 1979 года, но канал был запущен 1 апреля 1979 года, как первый детский канал у Warner Cable по всей стране. Первые шоу для Nickelodeon были «Pinwheel», «Video Comic Book», «America Goes Bananaz», «Nickel Flicks», и «By the Way», все они были созданы на студиях QUBE в Колумбусе. Шоу «Pinwheel» было настолько популярно, что его транслировали от трёх до пяти часов в день в собственном блоке.
Вивиан Хорнер попросила своих коллег помочь составить список возможных имён для канала. Сэнди Кавано (продюсер Pinwheel) предложила «Nickelodeon». Первый логотип канала и оригинальное название рекламной кампании были созданы креативным директором/дизайнером из Нью-Йорка Джозефом Иоцци.
Nickelodeon быстро расширил охват аудитории, сначала на другие кабельные системы Warner по всей стране, а затем и на других провайдеров кабельного телевидения, также через спутник RCA Satcom-1. Несмотря на свою предшествующую историю как часть системы QUBE, Nickelodeon определяет 1979 год, как год официального запуска канала.
Канал транслировался 13 часов каждый будний день с 8:00 до 23:00 и 14 часов по выходным с 8:00 до полуночи по восточному и тихоокеанскому времени. Дочерний канал Star Channel (позже переименованная в The Movie Channel в ноябре 1979 года) работал в нерабочее эфирное время на частотах Nickelodeon.
14 сентября того же года American Express достигла соглашения с Warner Communications о покупке 50 % Warner Cable Corporation за 175 миллионов долларов. В результате было создано совместное предприятие, которое было зарегистрировано в декабре 1979 года, Star Channel и Nickelodeon были объединены в Warner-Amex Satellite Entertainment (позже Warner Cable Communications).
В 1980 году вышли несколько новых шоу «Dusty’s Treehouse», «First Row Features», «Special Delivery», «What Will They Think Of Next?», «The Third Eye», «Standby…Lights! Camera! Action!», «Mr. Wizard’s World» и «Livewire».
В 1981 году был представлен новый логотип, состоящий из диско-шара, на который наложен разноцветный текст Nickelodeon. В конце того же года на канале вышел канадский комедийный сериал «You Can’t Do That on Television», который сразу стал хитом.
Зелёная слизь, изначально показанная в этой программе, была позже использована Nickelodeon в качестве основного элемента многих своих шоу, включая игровое шоу Double Dare.
12 апреля 1981 года время вещания сократилось на несколько часов и теперь он вещал с 8:00 до 21:00 по восточному и тихоокеанскому времени, семь дней в неделю. К этому моменту Movie Channel стал отдельным круглосуточным каналом, и Nickelodeon начал делить частоту с каналом Alpha Repertory Television Service (ARTS), принадлежащей Hearst Corporation.

### 1984—1996
В 1984 году канал стал убыточен из-за некоторых шоу, которым не удалось получить популярность в течение нескольких лет, в какой-то момент Nickelodeon занял последнее место среди всех кабельных каналов США. После увольнения руководящего состава, президент MTV Networks Боб Питтман обратился к Фреду Зайберту и Алану Гудману (они несколько лет назад заребрендили MTV), чтобы «оживить» Nickelodeon, что привело к «золотому веку» канала.
Компания Зайберта и Гудмана — Fred/Alan Inc., объединилась с Томом Кори и Скоттом Нэшем из рекламной фирмы Corey McPherson Nash для ребрендинга канала. Логотип «пинбол» был сменён на новый с разнообразным оранжевым фоном с надписью «Nickelodeon» с использованием шрифта Balloon. Fred/Alan Inc. также обратился за помощью к аниматорам, сценаристам, продюсерам из The Jive Five для создания нового оформления. Ребрендинг прошёл 1 октября 1984 года и в течение шести месяцев Nickelodeon стал доминирующим каналом с детскими программами и останется таковым на протяжении 26 лет, даже в разгар конкуренции в последние годы со стороны других детских каналов, таких как Disney Channel и Cartoon Network. Nickelodeon начал продвигать себя как «Первый детский телеканал» из-за своего статуса, как первый американский канал нацеленный на детскую аудиторию. Nickelodeon начал принимать традиционную рекламу.
Летом 1984 года A&E объявила, что с января 1985 года станет отдельным круглосуточным каналом, после того, как A&E перестанет вещать на частоте канала. Nickelodeon через некоторое время также стал круглосуточным каналом. Питтман поручил генеральному менеджеру Джеральдину Лейборну разработать программу для вечернего и ночного времени, чтобы помочь с идеями, Лейборн также привлёк Зайберта и Гудмана, те придумали идею классического телевизионного блока, смоделированного по образцу старого радио формата «Величайшие хиты всех времён». 1 июля 1985 года Nickelodeon запустил новый ночной блок Nick at Nite, который работал с 20:00 до 7:00 утра по восточному и тихоокеанскому времени. В 1986 году, Warner Communications покупает свою долю в Warner-Amex у American Express, которая в мае 1986 году также продала долю сеть каналов MTV Networks (организованная в июне 1984-м) включающую Nickelodeon, MTV и VH1, компании Viacom за 685 миллионов долларов, что положило конец Warner Communications в области детского телевидения до тех пор, пока они не приобрели Cartoon Network в 1996 году. В 1988 году канал начал транслировать первую церемонию Nickelodeon Kids' Choice Awards (ранее известная как The Big Ballot), телепередачу в духе «Выбор народа», также был представлен образовательный программный блок под названием Nick Jr.
7 июня 1990 года Nickelodeon открыл две студии Nickelodeon Studios и Universal Studios Florida в Орландо, Флорида, где снимались многие ситкомы и игровые шоу. Канал также заключил многомиллионное маркетинговое соглашение с Pizza Hut.
С начала 1990-х годов канал начал производить собственные мультсериалы, до этого канал закупал у сторонних производителей. 11 августа 1991 года был запущен дочерний канал Nicktoons с тремя оригинальными мультсериалами: «Даг», «Ох уж эти детки!» и «Шоу Рена и Стимпи». Три мультсериала добились успеха к 1992 году, когда «Шоу Рена и Стимпи» в какой-то момент стал самым популярным телешоу. Это привело к созданию четвёртого мультсерила «Новая жизнь Рокко», который также имел успех.
15 августа 1992 года появился утренний блок SNICK, на котором были представлены новые телешоу, такие как: «Боишься ли ты темноты?» «Кларисса», «Шоу Аманды», «Кинан и Кел».
В 1994 году Nickelodeon запустил «Большую помощь», которая породила дополнительную программу «Большая зелёная помощь» в 2007 году. Программа предназначена для активности детей и сохранения окружающей среды. В том же году канал убрал из сетки вещания «You Can’t Do That on Television» (шоу завершилось ещё в 1990-м году, однако на Nickelodeon ещё четыре года показывали повторы) и заменил его новым скетч‐шоу «All That», который положил начало в карьере нескольких актёров: Кинана Томпсона, Аманде Байнс и Джейми Линн Спирс. Дэн Шнайдер, один из исполнительных продюсеров шоу, будет создавать и продюсировать многочисленные сериалы для Nickelodeon, включая: «Шоу Аманды», «Дрейк и Джош», «Зоуи 101», «iCarly», «Виктория-победительница», «Сэм и Кэт», «Опасный Генри» и «Игроделы» вплоть до начала 2018 года. Также в 1994 году вышел мультсериал «ААА!!! Настоящие монстры», который тоже стал хитом канала.

### 1996—2005
13 февраля 1996 года Херб Сканнелл был назначен президентом Nickelodeon, сменив Джеральдина Лейборна. Примерно в то же время был запущен дополнительный канал TV Land. В 1997 году Альби Хехт стал президентом отдела кино и телевидения Nickelodeon, а к 2003 году ушёл и стал президентом сети Paramount Network (ранее Viacom TNN).
Nickelodeon выпустил свой первый полнометражный фильм в кинотеатрах в 1996 году, адаптацию в Louise Fitzhugh романа Гарриет Шпион в главной роли Мишель Трахтенберг и Рози О’Доннелл. Фильм заработал вдвое больше своих 13 миллионов долларов. Через два года после успеха, Nickelodeon представила фильм «Карапузы», который собрал более 100 миллионов долларов в США и стал первым анимационным фильмом, не относящимся к Диснею, который превысил эту сумму.
28 апреля 1998 года Nickelodeon и Sesame Workshop объединили свои усилия, чтобы вложить 100 миллионов долларов в создание образовательного телевизионного бренда для детей и подростков в возрасте от 6 до 12 лет. Noggin был запущен 2 февраля 1999 года и транслировал программы как из Sesame Workshop, так из архивных библиотек Nickelodeon.
1 мая 1999 года сразу после вручения награды Kids’ Choice Awards на канале был показан анонс мультсериала «Губка Боб Квадратные Штаны». Он стал самым популярным в истории канала и остаётся очень популярным по сей день.
В марте 2004 года Nickelodeon и Nick at Nite были разделены в рейтингах Nielsen и в общем дневном рейтинге из-за разницы в программах, рекламодателях и целевых аудиториях этих двух каналов. Это вызвало споры среди руководителей, которые полагали, что это манипулировало рейтингами, учитывая, что Nick at Nite занимает лишь часть расписания Nickelodeon. Nickelodeon и Nick at Nite в соответствующие периоды считают только часы, в течение которых каждый из них работает в рамках общего дневного рейтинга, хотя Nickelodeon оценивается только для дневного рейтинга: это связано с постановлением Nielsen в июле 2004 года, согласно которому каналы должны программироваться 51 % или более продолжительности суток, чтобы претендовать на рейтинги для определённой части суток.
14 июня 2005 года Viacom решила разделиться на две компании в результате снижения показателей её акций, что, по словам Самнера Редстоуна «было необходимо для реагирования на меняющийся отраслевой ландшафт». Обе полученные компании будут контролироваться National Amusements, материнской компанией Viacom. В декабре 2005 года Nickelodeon и оставшаяся часть подразделения MTV Networks, а также Paramount Pictures, BET Networks и Famous Music (звукозаписывающий лейбл, который был продан в 2007 году) были выделены в новый Viacom. Первоначальная Viacom была переименована в CBS Corporation и сохранила за собой CBS и другие вещательные активы: Showtime Networks и Paramount Television, рекламную фирму Viacom Outdoor (которая была переименована в CBS Outdoor), Simon & Schuster и Paramount Parks (который позже был продан).
Студии Nickelodeon закрылись в 2005 году и были преобразованы в Blue Man Group Sharp Aquos Theater в 2007 году. Канал переместил свои сериалы в студию Nickelodeon on Sunset в Голливуд, Калифорния. В 2005 году состоялась премьера анимационного сериала «Аватар: Легенда об Аанге», который стал хитом канала.

### 2006—2018
4 января 2006 года Херб Сканнелл ушёл из Nickelodeon. Сайма Заргами был назначен на его место президентом недавно сформированной Kids & Family Group, в которую вошли: Nickelodeon, Nick at Nite, Nick Jr, TeenNick, Nicktoons, TV Land, CMT и CMT Music.
В 2007 году Nickelodeon заключил четырёхлетний договор с Sony Music о создании музыкальных телешоу для канала, помощь в финансировании и выпуске дополнительных альбомов, а также создания оригинальных саундтреков, которые можно было бы выпускать как синглы. The Naked Brothers Band — сериал, рассказывающий о подростковой рок-группе, возглавляемой двумя реальными братьями, которые пишут и исполняют песни, транслировалось с 2007 по 2009 год: был успешным для детей от 6 до 11 лет. К февралю 2007 года песня группы «Crazy Car» попала в Billboard Hot 100, а альбомы саундтреков первых двух сезонов, каждый из которых был подписан на Columbia Records, также попали в Billboard 200. Единственный сериал, получивший «зелёный свет», выпущенный в рамках партнёрства Sony Music — «Виктория-победительница», выходил с 2010 по 2013 год. Аналогичный ситком на музыкальную тему был «Big Time Rush», выходил с 2009 по 2013 год и был заключён в партнёрстве с Columbia Records, однако Columbia Records была вовлечена только в музыкальное шоу, а Sony Music участвовала в производстве в первом сезоне сериала. Это стало вторым, после «iCarly» телешоу, которое стало успешным на Nickelodeon за все время. «Big Time Rush» смотрело 6,8 миллионов зрителей во время премьеры 18 января 2010 года, установив новый рекорд, как самый высокий рейтинг в истории канала.
В 2008 году был запущен Nickelodeon HD с одинаковой сеткой вещания как у основного канала.
Новый логотип был представлен 28 сентября 2009 года на Nickelodeon, Nick at Nite, Nicktoons, вместе с недавно запущенными TeenNick и Nick Jr. Логотип был создан для единого внешнего вида для всех детских телеканалов MTV Networks и разработан креативным директором/дизайнером из Нью-Йорка Эриком Зимом.
Новый логотип был также представлен: в Великобритании 15 февраля 2010 года, в Испании 19 февраля 2010 года, в России 1 марта 2010 года, в Юго-Восточной Азии 15 марта 2010 года, в Латинской Америке 5 апреля 2010 года, в Индии 25 июня 2010 года и т.д. 2 ноября 2009 года была запущена канадская версия Nickelodeon в партнёрстве между Viacom и Corus Entertainment.
В октябре 2009 года и сентябре 2010 года, соответственно, Viacom купила две франшизы Черепашки-ниндзя и Winx Club. Студия анимации Nickelodeon выпустила новый анимационный сериал про Черепашек-ниндзя и новые сезоны Winx Club. Оба мультсериала включали в стратегию Nickelodeon по перезапуске двух известных брендов для новых зрителей: TMNT был предназначен для мужской аудитории в возрасте от 6 до 11 лет, а Winx был нацелен на ту же возрастную группу только для женщин. В феврале 2011 года Viacom выкупила треть Rainbow SpA итальянской студий, которая владела Winx Club. Покупка была оценена в 62 миллиона евро (83 миллиона долларов США) и привела к появлению новых шоу, совместно разработанная Rainbow и Nickelodeon, включая My American Friend и Club 57. Кроме того, в 2011 году, вышел сериал Обитель Анубиса (основанный на Het Huis Anubis от отделения Nickelodeon Netherlands и выпущенный в 2000-е годы). Созданный в Великобритании, это также был первый оригинальный сериал американского канала, который снимался полностью за пределами Северной Америки.
В 2011 году рейтинги канала начали снижаться среди всех детских каналов, к концу года аудитория резко сократилась в пользу Disney Channel. В том же году MTV Networks была переименована в Viacom Media Network. 17 июля 2014 года телеканал начал транслировать новый конкурс Kids Choice Sports, спин-офф конкурса Kids Choice Awards, на котором участие приминали спортсмены.
С 2016 года канал начал производить телевизионные фильмы на основе своих старых мультсериалов, таких как «Легенды затерянного храма», «Эй, Арнольд!», «Новая жизнь Рокко» и «Захватчик Зим». Первые два транслировались на канале Nickelodeon, а премьера двух последних состоялась в августе 2019 года на Netflix.

### 2018—н.в.
В июне 2018 года Сайма Заргами ушёл с поста президента Nickelodeon, после 33 лет работы на канале. В октябре 2018 года Брайан Роббинс сменил его на посту президента Nickelodeon.
В августе 2019 года Viacom приобрёл студию Paws Inc. и начал транслировать Гарфилда на дочерних каналах Nickelodeon, также планируется создание нового мультсериала.
В середине ноября 2019 года Nickelodeon и Netflix подписали многолетнее соглашение о производстве контента для создания нескольких оригинальных анимационных сериалов и телесериалов на основе персонажей Nickelodeon, которые будут конкурировать с новым потоковым сервисом Disney +. После повторного слияния Viacom с CBS Corporation с образованием ViacomCBS, в конце 2019 года большая часть контента Nickelodeon была перенесена на стриминговый сервис Paramount+ (ранее CBS All Access).
В рамках повторного слияния Viacom и CBS в 2019 году, подразделение Viacom Media Networks было переименовано в ViacomCBS Domestic Media Networks.
4 марта 2021 года вышел мультсериал «Лагерь «Коралл»: Детство Губки Боба» (спин-офф Губки Боба) и фильм «Губка Боб в бегах». ViacomCBS объявила, что другой контент, основанный на классических сериях телеканала, будет выпущен на Paramount+ в будущем, включая адаптацию The Fairly OddParents, перезапуск Ох эти детки и Icarly.
CBS Sports начала сотрудничать с Nickelodeon в освещении Национальной футбольной лиги, позволив детскому каналу имитировать молодёжную версию игры плей-офф Wild Card в начале 2021 года, выпущенную CBS. Позже Nickelodeon также начнёт освещать CBS Super Bowl LV в этом же году, а специальные программы и интернет-контент, относящиеся к самой игре, будут связаны с брендом Nickelodeon.
4 марта 2023 года был произведён ребрендинг, который включал обновлённую версию логотипа и новое оформление. Сам логотип сохраняет шрифт 2009 года, однако теперь добавляет знаменитую кляксу, схожую с вариантом 1984 года.

## Программные блоки
В настоящее время в эфир выходят блоки Nick Jr. и Nick’s Saturday Night.
- Nick Jr. — программный блок, ориентированный на детей дошкольного возраста и выходящий по будням с 8:30 до 14:00 (EST) (летом с 7:00 до 10:00). В 2016 году в этом блоке выходят Вспыш и чудо-машинки, Команда Умизуми, Даша-путешественница, Три кота, Гуппи и пузырики, Щенячий патруль и другие.
- Nick’s Saturday Night — двойной блок, выходящий в эфир по субботам: утренний блок анимационных сериалов с 9:00 до 13:30 (EST) и блок в прайм-тайм с 20:00 до 22:00 (EST). В утреннем блоке транслируется «Губка Боб Квадратные Штаны», «Черепашки-ниндзя», «Могучие рейнджеры: Дино Ярость», а в прайм-тайм — «Грозная семейка» и «Опасный Генри».

Ранее в эфир выходили:
- SNICK (сокр. от «Saturday Night Nickelodeon») — первый субботний прайм-тайм-блок, выходивший в эфир в вечернее время и ориентированный на зрителей подросткового возраста. Блок начал вещание 15 августа 1992 года. Основу сетки вещания составляли «Кларисса», «Боишься ли ты темноты?», «Шоу Рена и Стимпи» и другие сериалы. В основном, в блок включались телесериалы, но периодически могли транслироваться и мультсериалы. Блок SNICK был закрыт 28 августа 2004 года.
- Nick in the Afternoon — летний дневной блок, выпускавшийся с 1995 по 1997 год.
- U-Pick Live (в 1999—2001 годах U-Pick Friday) — предвечерний блок, выходивший в эфир с 17:00 до 19:00 с 14 октября 2002 года по 27 мая 2005 года.
- TEENick — подростковый блок, выходивший в эфир с 6 марта 2001 года по 2 февраля 2009 года по воскресеньям с 18:00 по 21:00.

### Особые трансляции
- Nickelodeon Kids’ Choice Awards — полуторачасовое ежегодное шоу-премия, проводимое в последнюю субботнюю ночь марта. Победителей шоу выбирают голосованием зрители телеканала.
- Nickelodeon Kids’ Choice Sports Awards — спортивное шоу, спин-офф предыдущего, проводимое в июле по аналогичной процедуре голосования.
- День, когда пора играть (Worldwide Day of Play) — ежегодное событие, проводимое субботним вечером в конце сентября — начале октября или в августе, направленное на увеличение подростковой активности на свежем воздухе.

## Родственные телепроекты
- Nick at Nite (nick@nite) — блок, ориентированный на взрослых, выходящий в эфир в ночное время.
- Nicktoons — цифровая кабельная и спутниковая сеть, вещающая как старые мультсериалы, сериалы и шоу, так и новые.
- Nick Jr. — цифровая кабельная и спутниковая сеть, ориентированная на детей дошкольного возраста.
- TeenNick — цифровая кабельная и спутниковая сеть, ориентированная на подростков и молодёжь.
- NickMusic — цифровая кабельная и спутниковая сеть, ориентированная на вещание видеоклипов и музыкальных передач для целевой аудитории канала Nickelodeon.
- TV Land — базовая кабельная и спутниковая сеть, основанная на блоке Nick at Nite, транслировала классические телесериалы 1950—1970-х годов, а с 2004 года — сериалов 1980—1990-х и позднее — до 2000-х годов. С 2008 года канал производит собственные сериалы.
- NickRewind — цифровая кабельная и спутниковая сеть, вещающая старые мультсериалы и сериалы. Выходит в эфир на канале TeenNick.
- Nickelodeon Games and Sports for Kids (Nickelodeon GAS, Nick GAS) — бывшая цифровая кабельная и спутниковая сеть, транслировавшая детские игровые и спортивные шоу, а также прочие соревновательные программы Nickelodeon. Прекратила вещание в 2007 году.
- NickMom — программный блок, выпускавшийся в эфир на канале Nick Jr. до 2015 года. Блок был ориентирован на молодых матерей.

## Прочие медиапроекты
- Nick.com — основной веб-сайт сети Nickelodeon, запущенный в октябре 1995 года как часть канала Kids Only компании America Online[89]. На сайте можно найти видеоролики и полные эпизоды мультсериалов Nickelodeon. Популярность сайта быстро росла, и в марте 2001 года Nick.com был наиболее рейтинговым сайтом среди аудитории 6-14 лет. В 2001 году Nickelodeon вместе с партнёрами Networks Inc. начал выпускать сетевые видеоигры для Nick.com.
- Nickelodeon Movies — подразделение Nickelodeon для производства художественных и мультипликационных фильмов, основанное в 1998 году.
- Nickelodeon Magazine — печатный журнал, выпускающийся с 1993 года. Включается в себя нехудожественные информационные блоки, юмор (включая пранки и пародии), интервью, рецепты, комиксы и прочие разделы, ориентированные на детскую аудиторию. Издание журнала было прекращено в декабре 2009 года, но с июня 2015 года оно было возобновлено в сотрудничестве с издательством Papercutz[90].
- Nick Radio — сеть радиовещания, запущенная 30 сентября 2013 года при сотрудничестве с iHeartMedia. Вещание происходило в основном через веб-платформу и мобильные приложения iHeartRadio, а также на сайте Nick.com и нью-йоркской городской радиостанции WHTZ. На Nick Radio можно услышать поп-музыку, интервью с известными персонами, чарты (Top 40) и прочие развлекательные передачи, ориентированные на целевую аудиторию Nickelodeon[91][92].
- Nick App — бесплатное мобильное приложение для смартфонов и планшетных компьютеров, работающих на платформах компании Pier и Android. Запущено в феврале 2013 года[93]. Как и Nick.com, предоставляет возможность для просмотра отдельных эпизодов мультсериалов в сети.
- Nickelodeon Toys — занимается производством детских игрушек на основе мультсериалов и шоу канала Nickelodeon.
- Nickelodeon Rewind[94] — дополнительный бренд для реализации DVD-дисков, цифровых материалов, телевизионных блоков, футболок и прочих товаров, имеющих отношение к программам, которые ранее транслировались на канале.

## Nickelodeonв других странах
С 1993 по 1995 год Nickelodeon открыл международные каналы для Великобритании, Австралии и Германии. Через год сеть осуществляла вещание уже в 70 странах мира. С середины 1990-х и начала 2000-х годов Nickelodeon как бренд существенно расширился, выпуская каналы с учётом языковых и культурных различий для различных стран и территорий по всему миру, включая Европу, Азию, Океанию и Канаду, также лицензировал некоторые свои произведения на английском и прочих местных языках. В 2017 году компания Nickelodeon создала звуковые дорожки на латышском, литовском и на эстонском для Латвии, Литвы и Эстонии. В 2022 году компания Nickelodeon начала телевещание в Казахстане под названием Nickelodeon HD.

## Nick Jr
Nick Jr. — детский телевизионный канал. Начал своё вещание 4 января 1989 года как блок на Nickelodeon. 2 февраля 1999 года телеканал запустил своё собственное отдельное телевещание на всей территории США. В основном транслирует мультсериалы своего производства для самых маленьких детей от 1 до 7 лет, такие как «Щенячий патруль», «Вспыш и чудо-машинки», «Даша-путешественница», «Rusty Rivers», «Shimmer and Shine», «Нелла, отважная принцесса», «Sunny Day», «Крылатый патруль», а также другие мультсериалы стороннего производства «Три кота», «Новые приключения», «Телепузики», «Свинка Пеппа» и другие. В 2009 году телеканал запустил своё HD-вещание, а в 2010 году перешёл на широкоформатное вещание 16:9. Также телеканал вещает на территории Великобритании, Франции, Германии, Австралии, странах СНГ и ряда других стран мира.
Осенью 2000 года телеканал перешёл на круглосуточное вещание, а в 2009 году прекратилось вещание блока на Nickelodeon, хотя несмотря на это, мультсериалы Nick Jr. продолжают транслироваться на Nickelodeon, но логотип Nickelodeon больше не адаптировался под логотип Nick Jr. 2 февраля 1999 года был запущен телеканал Noggin. Сначала он вещал на одной частоте вместе с телеканалом Nick Jr., но только в 2002 году получил отдельное круглосуточное телевещание. В 2005 году Noggin впервые провёл Парад на День благодарения в Детройте, штат Мичиган, а в 2006 году телеканал перешёл на круглосуточное вещание. Также с 2004 по 2011 год эти каналы вещали и как блок на телеканале CBS.

### Время вещания
- С 2000 года, как телеканал — круглосуточно.
- С 2018 года, как блок на Nickelodeon — 8:00-15:00 (будни), 7:30-9:00 (суббота), 7:30-8:30 (воскресенье).

### Nick Jr. в других странах
С 1993 года телеканал Nick Jr. начал вещание в Великобритании, а потом распространился по всему миру. 1 ноября 2011 года телеканал Nick Jr. был запущен в России и в странах СНГ, а также в Грузии, в Казахстане и на Украине.

## Киберспорт
29 июня 2017 года Nickelodeon инвестировал 15 миллионов долларов в компанию-организацию «Super League Gaming». «Nickelodeon интересуется киберспортом, потому что игры — важная часть жизни для детей сегодня», — сообщил вице-президент цифрового бизнес-подразделения компании Мэттью Эванс (Matthew Evans).